# Liste des maires de Bourges
Cet article dresse une liste par ordre de mandat des maires de Bourges, préfecture du Cher.

## Liste des maires

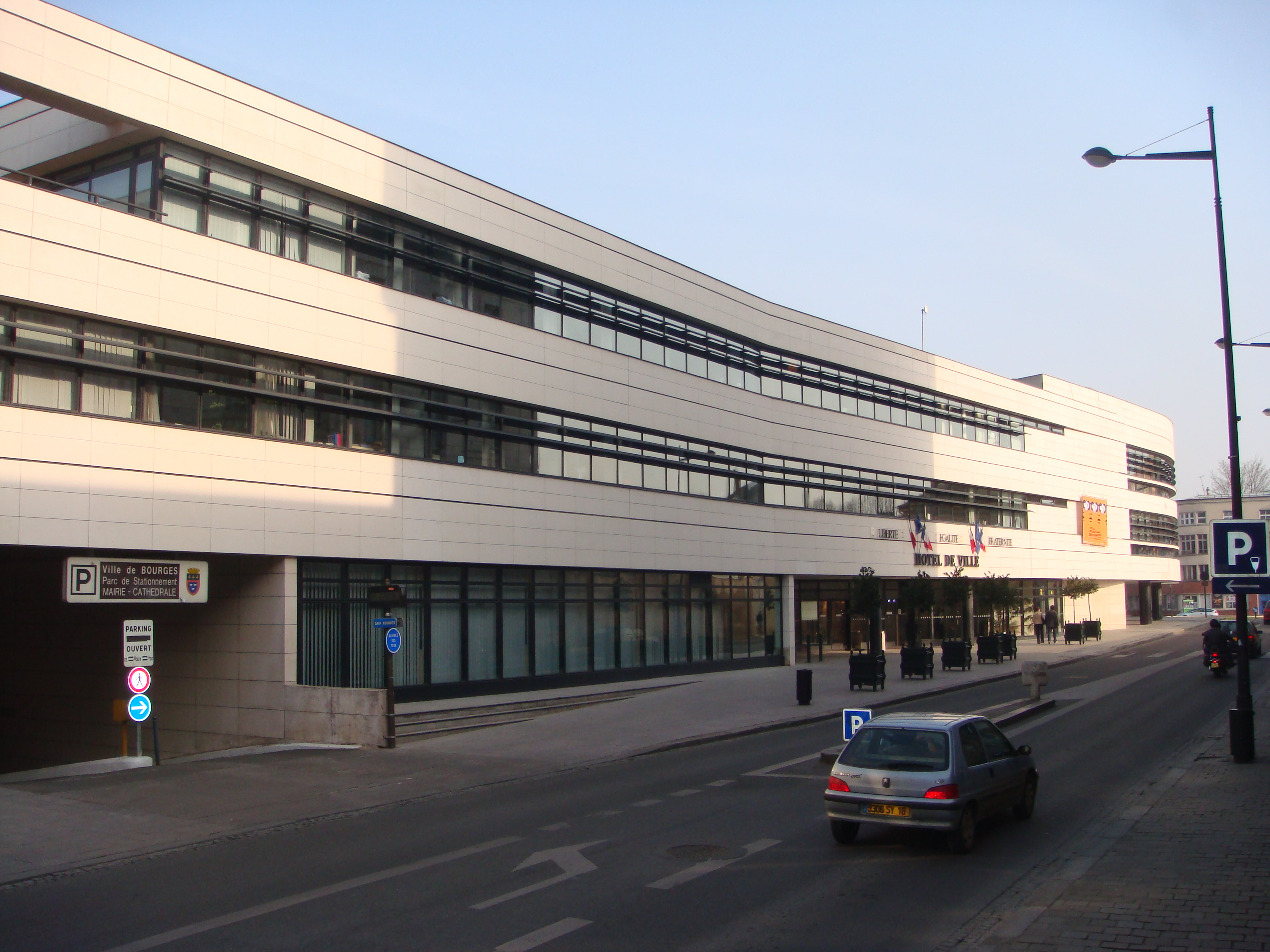
L'hôtel de ville de Bourges.

| Période                                  | Période | Identité                                      | Étiquette | Qualité |
| ---------------------------------------- | ------- | --------------------------------------------- | --------- | ------- |
| 1474                                     |         | Philippe Boüer                                |           |         |
| Les données manquantes sont à compléter. |         |                                               |           |         |
| 1672                                     | 1682    | Clément Agard de Maupas                       |           |         |
| Les données manquantes sont à compléter. |         |                                               |           |         |
| 1779                                     | 1789    | Jean Baptiste Clément de Beauvoir de Nointeau |           |         |

| Période      | Période                    | Identité                         | Étiquette                 | Qualité |
| ------------ | -------------------------- | -------------------------------- | ------------------------- | --- |
| 1790         |                            | Paul Vivier de Boisray           |                           | |
| 1791         |                            | Gabriel Michonnet                |                           | |
| 1792         |                            | Valentin Gay                     |                           | |
| 1793         |                            | Sylvain Bienvenuat               |                           | |
| 1795         |                            | Sylvain Bienvenuat               |                           | |
| 1796         |                            | Maurice Bonnardel                |                           | |
| 1797         |                            | Jean Antoine Gambon              |                           | |
| 1798         |                            | Jean Antoine Rouen               |                           | |
| 1798         | 1800                       | Gabriel Michonnet                |                           | |
| avril 1800   | juin 1800                  | M. Vivier de Boisray             |                           | |
| 1801         | 1811                       | Antoine Callande Clamecy         | Bonapartiste              | |
| 1811         | 1815                       | François-Joseph Bonnault d'Houet | Bonapartiste              | |
| 1815         | 1816                       | Henry Devaux                     | Libéral                   | Député |
| 1816         | 1818                       | François-Joseph Bonnault d'Houet | Royaliste                 | |
| 1818         | 1824                       | Alexandre Gassot de Fussy        | Royaliste                 | |
| avril 1824   | octobre 1824               | Pierre Soumard                   | Royaliste                 | |
| 1824         | 1828                       | Philippe-Armand de Bonneval      | Royaliste                 | |
| 1828         | 1830                       | Pierre Soumard                   | Royaliste                 | |
| 1830         | 1848                       | Philibert Mayet-Genetry          | Orléaniste                | Avocat |
| mai1848      | octobre 1848               | Étienne Bouzique Jean Parnajon   | Républicain               | Avocat, député |
| 1848         | 1868                       | Pierre Planchat                  | Bonapartiste              | Avoué |
| 1868         | 1870                       | Luc Chenon de Leche              | Bonapartiste              | |
| 1870         | 1874                       | Philippe Devoucoux               | Républicain               | Avocat |
| 1874         | 1878                       | Edmond Rapin                     | Monarchiste               | |
| 1878         | 1888                       | Eugène Brisson                   | Républicain               | Banquier |
| 1888         | 1892                       | Théophile Lamy                   | Radical                   | |
| 1892         | 1894                       | Henri Mirepied                   | Républicain modéré        | Médecin |
| août 1894    | octobre 1894               | Délégation municipale            |                           | |
| 1894         | 1900                       | Henri Mirepied                   | Républicain modéré        | Médecin |
| 1900         | 1902                       | Alfred Vaillandet                | Socialiste                | Professeur de lycée |
| 1902         | 1904                       | Joseph Lebrun                    | Socialiste                | |
| 1904         | 1912                       | Henri Ducrot                     |                           | |
| 1912         | 1919                       | Paul Commenge                    |                           | |
| 1919         | 1943                       | Henri Laudier                    | SFIO                      | Député Sénateur |
| 1944         | 1947                       | Charles Cochet                   | SFIO                      | Instituteur Officier de la Légion d'honneur et officier de l'Instruction publique |
| 1947         | 1948                       | Henri Sallé                      | RPF                       | Décédé en fonctions |
| 1948         | 1953                       | André Cothenet                   | RPF puis DVD              | Avoué Conseiller général de Bourges (1951 → 1970) |
| 1953         | 1959                       | Louis Mallet                     | DVD                       | Négociant en matériaux |
| 1959         | 1977                       | Raymond Boisdé                   | CNIP puis RI              | Député du Cher (1re circ.) (1951 → 1978) |
| 1977         | 18 mai 1993                | Jacques Rimbault,                | PCF                       | Ajusteur Député du Cher (1re puis 2e circ.) (1981 → 1993) Conseiller général de Bourges-1 (1973 → 1988) |
| juin 1993    | juin 1995                  | Jean-Claude Sandrier             | PCF                       | Chimiste Député du Cher (2e circ.) (1997 2012) Conseiller régional (1998 → 2004) Conseiller général de Bourges-1 (1988 → 1998) |
| 1995         | 2004                       | Serge Lepeltier                  | RPR puis UMP              | Cadre dirigeant Député du Cher (3e circ) (1993 → 1997) Sénateur du Cher (1998 → 2004) Ministre (2004 → 2005) Président de la CA Bourges Plus (2002 → 2008) Conseiller général de Bourges-2 (1994 → 1995) Conseiller régional du Centre Démissionnaire à la suite de sa nomination au gouvernement. |
| 2004         | 2005                       | Roland Chamiot                   | UMP                       | Cadre technique d'EDF-GDF Conseiller général de Bourges-3 (2001 → 2008) |
| 2005         | 2014                       | Serge Lepeltier,                 | UMP puis PRV puis UDI-PRV | Cadre dirigeant, contrôleur général au ministère des finances Ministre (2004 → 2005) Conseiller régional 1er vice-président de la CA Bourges Plus (2008 → 2014) Président du Comité de bassin Loire Bretagne (2008 → ? ) Ambassadeur français pour le climat (2011 → 2013 )                        |
| avril 2014,  | juillet 2020               | Pascal Blanc                     | UDI-PRV puis MR           | responsable achats à MBDA Ancien président du Bourges athlétique club Président de la CA Bourges Plus (2014 → 2020) |
| juillet 2020 | En cours (au 10 juin 2021) | Yann Galut                       | PS puis DVG               | Avocat Conseiller départemental de Bourges-1 (2015 → ) Vice-président de la CA Bourgs Plus (2020 → ) |